# Nossa Senhora da Piedade
Nossa Senhora da Piedade est une freguesia portugaise située dans le District de Santarém.
Avec une superficie de 20,52 km2 et une population de 6 712 habitants (2001), la paroisse possède une densité de 327,1 hab/km2.